# Antona
Antona este un gen de insecte lepidoptere din familia Arctiidae.

## Specii[1]
- Antona abdominalis
- Antona abscissa
- Antona atrobasalis
- Antona batesi
- Antona clavata
- Antona coerulescens
- Antona decisa
- Antona diffinis
- Antona entella
- Antona erythromelas
- Antona fallax
- Antona fixa
- Antona generans
- Antona immutata
- Antona inconstans
- Antona indecisa
- Antona intensa
- Antona maculata
- Antona major
- Antona mutabilis
- Antona mutans
- Antona mutata
- Antona myrrha
- Antona nigrobasalis
- Antona obscura
- Antona persuperba
- Antona peruviana
- Antona quadrifascia
- Antona repleta
- Antona semicirculata
- Antona sexmaculata
- Antona striata
- Antona suapurensis
- Antona subluna
- Antona suffusa
- Antona tenuifascia
- Antona toxaridia
- Antona variana